# Roger Chaffee
Roger Bruce Chaffee (ur. 15 lutego 1935 w Grand Rapids, zm. 27 stycznia 1967 na Przylądku Kennedy’ego) – amerykański pilot wojskowy, inżynier, astronauta, komandor podporucznik United States Navy.

## Wykształcenie i służba wojskowa
W 1953 ukończył szkołę średnią (Central High School) w Grand Rapids w stanie Michigan. Następnie przez rok studiował na Instytucie Technologii Illinois (Illinois Institute of Technology). W 1957 został absolwentem Purdue University w stanie Indiana, uzyskując licencjat z inżynierii lotniczej. Jeszcze w czasie studiów był słuchaczem kursu przygotowawczego dla oficerów rezerwy marynarki wojennej (Navy Reserve Officers Training Corps – ROTC). Cywilne przeszkolenie lotnicze odbył na lotnisku uniwersyteckim (Purdue University Airport). Po studiach wstąpił do Marynarki Wojennej Stanów Zjednoczonych. W bazach lotniczych Pensacola na Florydzie oraz Kingsville w Teksasie przeszedł szkolenie lotnicze. Latał m.in. samolotami F-9F Cougar. Później był oficerem odpowiedzialnym za bezpieczeństwo lotów i kontrolę jakości w 63 eskadrze zwiadu fotograficznego (Heavy Photographic Squadron 62) stacjonującej w bazie Jacksonville na Florydzie. W styczniu 1963 na Instytucie Technologicznym Lotnictwa (Air Force Institute of Technology) w bazie Wright-Patterson w Ohio, rozpoczął pisanie pracy dyplomowej w celu uzyskania stopnia magistra.
Do momentu zaliczenia go do grupy astronautów NASA wylatał ponad 2300 godzin, z czego ponad 2000 na samolotach z napędem odrzutowym.

## Kariera astronauty
18 października 1963 został członkiem trzeciej grupy astronautów NASA. Po przejściu podstawowego przeszkolenia został skierowany do Biura Astronautów NASA. Tam w oddziale programu Apollo (Apollo Branch) specjalizował się w systemach łączności pomiędzy centrum kierowania lotem a załogami statków kosmicznych oraz systemach kontrolno-pomiarowych. Pod koniec 1965 został członkiem załogi rezerwowej pierwszego załogowego lotu w ramach programu Apollo. 21 marca 1966 został przeniesiony do załogi podstawowej misji oznaczonej wówczas jako AS-204. Jej pierwotny pilot, Donn Eisele, złamał bark i musiał być zastąpiony sprawnym astronautą.
27 stycznia 1967 zginął w tragicznym wypadku razem z astronautami Edwardem White’em i Virgilem Grissomem w czasie pożaru statku Apollo 1 na Przylądku Kennedy’ego. Dla upamiętnienia astronauty gwiazdę gamma Velorum nazwano (nieoficjalnie) „Regor”, co jest jego imieniem zapisanym wspak.
Roger Chaffee został pochowany na Cmentarzu Narodowym w Arlington.